# (1645) Waterfield
(1645) Waterfield es un asteroide que forma parte del cinturón de asteroides y fue descubierto el 24 de julio de 1933 por Karl Wilhelm Reinmuth desde el observatorio de Heidelberg-Königstuhl, Alemania.

## Designación y nombre
Waterfield se designó inicialmente como 1933 OJ.
Más adelante fue nombrado en honor del hematólogo y astrónomo aficionado británico Reginald Lawson Waterfield (1900-1986).

## Características orbitales
Waterfield está situado a una distancia media de 3,06 ua del Sol, pudiendo acercarse hasta 2,723 ua y alejarse hasta 3,397 ua. Tiene una inclinación orbital de 1,021° y una excentricidad de 0,1102. Emplea 1955 días en completar una órbita alrededor del Sol.